# Echinocereus coccineus
Echinocereus coccineus es una especie de plantas en la familia Cactaceae. Es endémica de Sonora, Chihuahua, Coahuila de Zaragoza en México y Colorado, Nuevo México, Texas y Arizona en Estados Unidos. Es una especie común que se ha extendido por todo el mundo.

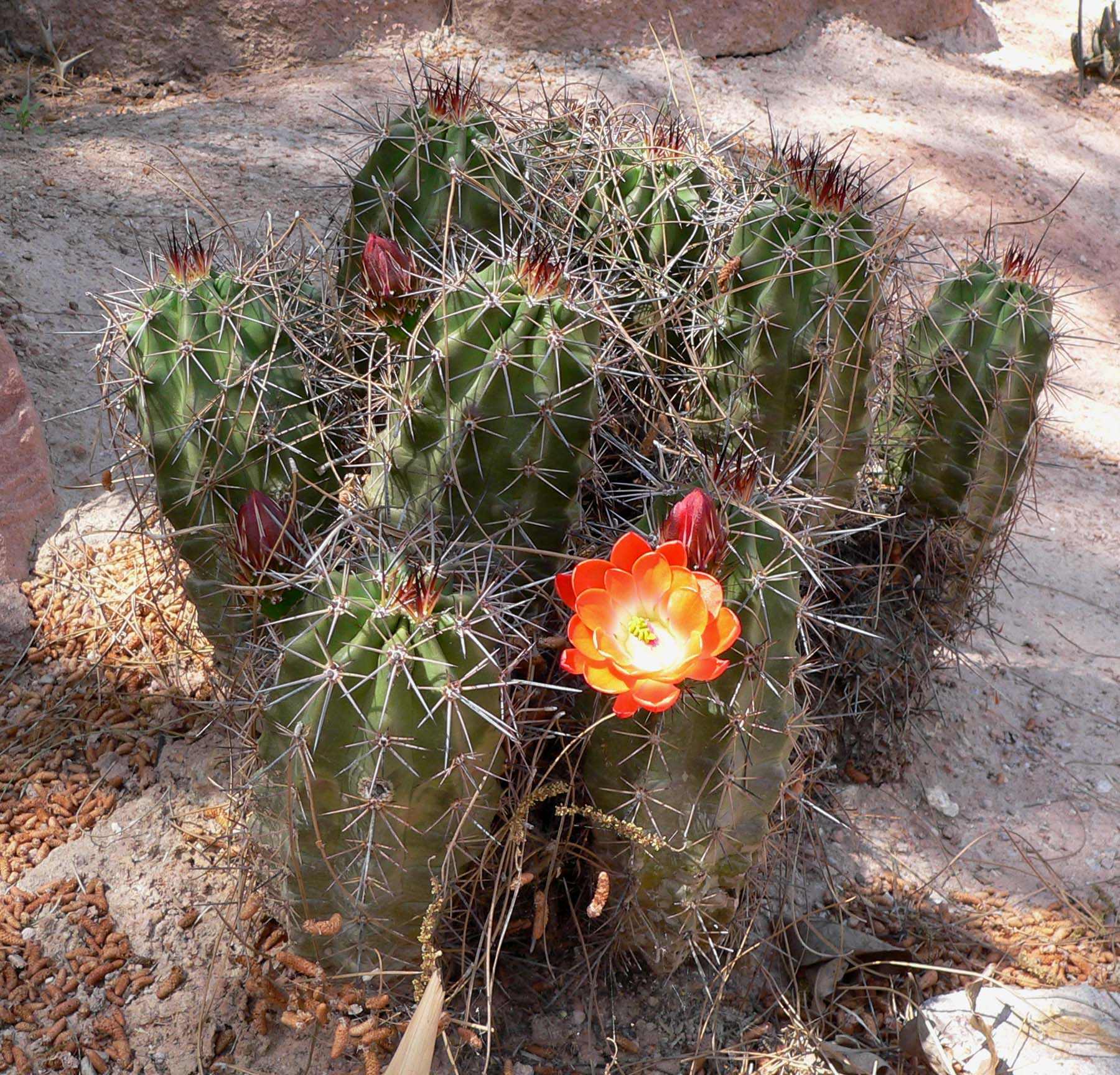
Vista de la planta

## Descripción
Forma pequeños grupos de plantas generalmente ramificada, de pocos a muchas  y pueden alcanzar un diámetro de hasta un metro. El cuerpo de la planta es verde claro, de forma ovoide a cilíndrica, y alcanza una estatura de hasta 40 centímetros de diámetro, y entre 2,5 a 5 centímetros. Las 5 a 12 costillas a menudo forman verrugas. Las espinas son de color amarillo negruzco con hasta 4 espinas centrales, que pueden estar ausentes, tener una sección transversal cuadrada y 7 cm de largo. La del medio es a menudo aplanada. Los 5 a 20 espinas radiales son redondas en la base. Las flores son amplias, de color naranja-rojo en forma de jarrón y aparecen debajo del ápice del brote y a veces son dioicas. Miden de 3 a 10 cm de largo y tienen de 2,5 hasta 8 cm de diámetro. Los frutos son esféricos de color rojo y tienen espinas inclinadas.

## Taxonomía
Echinocereus coccineus fue descrita por George Engelmann y publicado en Memoir of a Tour to Northern Mexico: connected with Col. Doniphan's Expedition in 1846 and 1847 104. 1848.
Etimología
Echinocereus: nombre genérico que deriva del griego antiguo: ἐχῖνος (equinos), que significa "erizo", y del latín cereus que significa "vela, cirio" que se refiere a sus tallos columnares erizados.
coccineus: epíteto latino que significa "de color escarlata".
Sinonimia
- Mammillaria aggregata
- Cereus aggregata
- Echinocereus aggregatus
- Coryphantha aggregata
- Escobaria aggregata
- Cereus hexaedrus
- Echinocereus hexaedrus
- Cereus paucispinus
- Echinocereus triglochidatus
- Echinocereus roemeri
- Echinocereus krausei
- Echinocereus kunzei
- Echinocereus neomexicanus
- Echinocereus rosei
- Echinocereus arizonicus
- Echinocereus canyonensis
- Echinocereus decumbens
- Echinocereus matudae.[3]